# Виногради (Бугарска)
Виногради је насељено место у општини Сандански у области Благоевград, Бугарска. Према попису из 2021. године блио је 52 становника.
Према бугарском географу и историчару, Василу Канчову, у Виноградима је 1900. године живело 300 Словена хришћана. Село се раније звало Манџово.